# Amortissement (finance)
Pour les articles homonymes, voir Amortissement.
L'amortissement d'un emprunt (bancaire ou obligataire) est la partie du capital qui est remboursée à chaque échéance périodique (par exemple chaque mois).   
Ce paiement se fait en même temps que celui des intérêts dus pour la même période. Le versement total (amortissement + intérêts) à chaque échéance est dénommé annuité (terme générique), ou mensualité. 
Il y a deux principales formules possibles d'amortissement : amortissement constant ou annuité constante. 
- En cas d'amortissement constant, le paiement effectué diminuera à chaque période d'un même montant équivalent aux intérêts calculés sur l'amortissement.
- En cas d'annuité constante, l'amortissement augmentera d'un montant croissant équivalent aux intérêts composés calculés sur l'amortissement de la période précédente.

L'amortissement peut aussi être in fine, ce qui consiste à régler les intérêts tout au long du prêt puis de rembourser le capital à échéance. Ceci peut être utilisé pour financer la production d'une commande spéciale d'un client, le règlement du prix de vente permettant ensuite de rembourser l'emprunt.

## Amortissement d'un prêt à taux fixe
Le Capital emprunté étant {\displaystyle K=K_{0}}
Le capital restant dû après {\displaystyle k} annuités est noté {\displaystyle K_{k}}.  
{\displaystyle K_{N}=0} puisque après le paiement de la N-ième et dernière annuité le prêt est totalement remboursé. 
| Échéances      | 0                       | 1                            | 2                            | … | k                              | … | N                              |
| -------------- | ----------------------- | ---------------------------- | ---------------------------- | - | ------------------------------ | - | ------------------------------ |
| Restant dû     | {\displaystyle K_{0}=K} | {\displaystyle K_{1}}        | {\displaystyle K_{2}}        | … | {\displaystyle K_{k}}          | … | {\displaystyle K_{N}=0}        |
| Intérêts       |                         | {\displaystyle I_{1}=rK_{0}} | {\displaystyle I_{2}=rK_{1}} | … | {\displaystyle I_{k}=rK_{k-1}} | … | {\displaystyle I_{N}=rK_{N-1}} |
| Amortissements |                         | R1                           | R2                           | … | Rk                             | … | RN                             |
| Annuités       |                         | A1                           | A2                           | … | Ak                             | … | AN                             |

{\displaystyle r} étant le taux d'intérêt.
L'amortissement étant la partie du prêt remboursée chaque annuité. 
Annuité = Amortissement + Intérêt.

### Amortissement constant
R1 = R2 = … = RN = R ⇒ R = K / N 

### Annuités constantes
A1 = A2 = … = AN = {\displaystyle A} 
Après la première annuité {\displaystyle K_{1}=K(1+r)-A}. 
Après la seconde annuité {\displaystyle K_{2}=K_{1}(1+r)-A=K(1+r)^{2}-A(1+r)-A}. 
Après la troisième annuité {\displaystyle K_{3}=K_{2}(1+r)-A=K(1+r)^{3}-A(1+r)^{2}-A(1+r)-A}. 
Et ce jusqu'à la N-ième et dernière annuité {\displaystyle K_{N}=K(1+r)^{N}-A\sum _{k=0}^{N-1}{(1+r)^{k}}}.  
Comme {\displaystyle K_{N}=0} et que {\displaystyle \sum _{k=0}^{N-1}{(1+r)^{k}}={\frac {(1+r)^{N}-1}{r}}} alors {\displaystyle A=K{\frac {r(1+r)^{N}}{(1+r)^{N}-1}}} soit {\displaystyle A=K{\frac {r}{1-(1+r)^{-N}}}}.
On arrive au même résultat en remarquant que la suite (Kn) est arithmético-géométrique.
En utilisant la règle de L'Hôpital il est aisé de vérifier que {\displaystyle \lim _{r\rightarrow 0^{+}}{\frac {r}{1-(1+r)^{-N}}}=\lim _{r\rightarrow 0^{+}}{\frac {1}{N(1+r)^{-N-1}}}={\frac {1}{N}}}, par suite dans le cas d'un taux d'intérêt nul la formule précédente se réduit bien à {\displaystyle A=K/N}, ce qui est attendu.

### Mensualités
Pour un taux d'intérêt fixe annuel {\displaystyle T} le taux mensuel équivalant {\displaystyle r_{m}} doit être tel que {\displaystyle 1+T=(1+r_{m})^{12}}, soit {\displaystyle r_{m}={\sqrt[{12}]{(T+1)}}-1}. 
Il est alors possible d'établir la formule exacte donnant la mensualité {\displaystyle M} de remboursement d'un prêt, d'un montant (ou capital) {\displaystyle K}, effectué à un taux d'intérêt fixe annuel {\displaystyle T}, pendant {\displaystyle N\times 12} mensualités.
Pour des taux faibles on peut utiliser l'approximation {\displaystyle r_{m}=T/12} ce qui est généralement l'usage bancaire [réf. souhaitée]. On obtient {\displaystyle M=K{\frac {r_{m}}{1-(1+r_{m})^{-12N}}}}

### Applications
La formule est valable quel que soit le rythme de remboursement, r représentant le taux d'intérêt sur la période, N le nombre de périodes, A le montant du remboursement périodique. Si le contrat de prêt prévoit des frais accessoires, par exemple une assurance invalidité-décès, il conviendra de l'ajouter pour obtenir l'annuité (la mensualité) effectivement payée par l'emprunteur.
Il est facile, une fois A calculé, d'établir le tableau d'amortissement du crédit, le capital restant dû {\displaystyle K_{k}} et le montant des intérêts payés {\displaystyle I_{k}} après la k-ième annuité étant donnés par les relations :
{\displaystyle K_{k}=K_{k-1}(1+r)-A} et {\displaystyle I_{k}=rK_{k-1}}, avec {\displaystyle k=1,...,N} et la convention {\displaystyle K=K_{0}}.
Le montant total des intérêts, noté {\displaystyle I} s'obtient lui aisément par soustraction entre le montant total des annuités (mensualités) et celui du capital emprunté: {\displaystyle I=NA-K}. En l'absence d'accessoires (frais de dossiers, d'assurance ...) ce montant correspondra au coût total du crédit.
Par ailleurs il est possible d'inverser la formule précédente de façon à calculer le capital empruntable pour une annuité (mensualité) donnée, en fonction du taux et de la durée du crédit.
Exemples :
- Capital K=1000 € emprunté sur un an, sans assurance ni frais de dossiers, à un taux annuel T=12 %. Dans ce cas n=12 et r=1 %, soit r=0,01 sous forme décimal, l'application de la formule précédente montre que la mensualité est alors de M=88,84 €. Le montant total des intérêts est I = 66,08 € et correspond ici au coût total du crédit vu l'absence de frais accessoires.
- Capital empruntable K sur une période de n = 24 mois, pour une mensualité M = 200 €, et un taux annuel T = 12 %, soit r = 0,01. L'inversion de la formule précédente permet de calculer que dans ce cas  K = 4248,68 €.

## Lissage de crédits
Dans certaines opérations financières, notamment les prêts immobiliers, il est fréquent de recourir à plusieurs prêts, par exemple des prêts aidés à taux élevé et des taux de garance limité de durée différentes pouvant être gratuit. Typiquement un des prêts, qu'il est possible de qualifier de « principal », correspondra à un capital emprunté et à une durée plus longue que tous les autres prêts, dits « secondaires » : dans le cas d'un achat immobilier ce prêt sera l'emprunt immobilier proprement dit, d'une durée typique de 15 à 25 ans, par opposition aux prêts aidés ou financiers classique, dont la durée n'excède pas 5 à 10 ans au plus.
Il est possible de rembourser tous ces différents prêts de façon indépendante, et le calcul des différentes mensualités est aisé en utilisant la formule précédente, et en tenant compte des éventuels frais annexes (assurances de crédit, normalement obligatoires pour l'obtention d'un prêt immobilier). Toutefois cette façon de faire est généralement peu intéressante, car d'une part la somme des mensualités des différents prêts, calculés indépendamment, peut excéder les capacités de remboursement de l'emprunteur (souvent fixées à 33 % des revenus nets en France), et d'autre part il n'est au contraire pas possible d'augmenter la mensualité pour bénéficier des capacités de remboursement nouvellement dégagées  aux échéances des prêts secondaires courts.
Il est ainsi souvent intéressant de lisser entre eux les différents prêts, c'est-à-dire d'ajuster la mensualité de remboursement du prêt principal au fur et à mesure du remboursement des différents prêts secondaires. Il convient dès lors de distinguer plusieurs phases de remboursement du prêt principal, la première ayant une mensualité plus réduite, qui s'accroît dans les phases suivantes du montant des mensualités des différents prêts secondaires lorsque ceux-ci viennent à échéance.
Le calcul des mensualités « ajustées » devient plus compliqué, mais utilise la formule précédente. Par exemple pour un crédit principal de capital emprunté {\displaystyle K_{p}}, au taux fixe annuel {\displaystyle T_{p}} correspondant au taux mensuel {\displaystyle r_{p}}, d'une durée totale de n mois, remboursable en deux phases: la première de durée {\displaystyle n_{1}} mois durant lequel l'emprunt est lissé avec un prêt secondaire de capital {\displaystyle K_{s}}, de taux annuel fixe {\displaystyle T_{s}} correspondant au taux mensuel {\displaystyle r_{s}}, et la seconde de durée {\displaystyle n_{2}=n-n_{1}}, le calcul s'effectue de la façon suivante.
La mensualité de remboursement du prêt secondaire se calcule directement à partir de la formule précédente, soit :
{\displaystyle M_{s}=K_{s}{\frac {r_{s}}{1-(1+r_{s})^{-n_{1}}}}} (dans le cas d'un prêt aidé à taux zéro, cette relation se réduit à {\displaystyle M_{s}=K_{s}/n_{1}}).
Les mensualités de remboursement de chacune des phases du crédit principal sont notées respectivement {\displaystyle M_{p1}} et {\displaystyle M_{p2}}, respectivement. Par définition du lissage, la relation suivante doit être vérifiée entre les trois mensualités :
{\displaystyle M_{p1}+M_{s}=M_{p2}}.
Par ailleurs, si {\displaystyle K_{p2}} est le capital restant dû à la fin de la première phase, le montant {\displaystyle M_{p2}} de la mensualité de remboursement de la deuxième phase est également donné par la formule de calcul précédente :
{\displaystyle M_{p2}=K_{p2}{\frac {r_{p}}{1-(1+r_{p})^{-n_{2}}}}}.
Il reste dès lors à exprimer le capital restant dû {\displaystyle K_{p2}} au début de la deuxième phase. En notant {\displaystyle K_{p,j}} le capital restant dû après paiement de la j-ième mensualité, avec {\displaystyle j=1,...,n}, il est évident que {\displaystyle K_{p2}=K_{p,n_{1}}} et que comme dans la démonstration de la partie précédente il est possible d'écrire pour les différentes échéances de la première phase de remboursement du prêt principal, de mensualité {\displaystyle M_{p1}} :
{\displaystyle K_{p,1}=K_{p}(1+r_{p})-M_{p1}},
{\displaystyle K_{p,2}=K_{p,1}(1+r_{p})-M_{p1}=K_{p}(1+r_{p})^{2}-M_{p1}(1+r_{p})-M_{p1}},
etc., il vient alors facilement par récurrence:
{\displaystyle K_{p,n_{1}}=K_{p2}=K_{p}(1+r_{p})^{n_{1}}-M_{p1}\sum _{j=0}^{n_{1}-1}{(1+r_{p})^{j}}=K_{p}(1+r_{p})^{n_{1}}+M_{p1}{\frac {1-(1+r_{p})^{n_{1}}}{r_{p}}}}.
Il est alors possible de substituer cette expression dans celle donnant {\displaystyle M_{p2}} en fonction de {\displaystyle K_{p2}} et en éliminant {\displaystyle M_{p1}} de par la relation entre les différentes mensualités, il vient tout calcul fait :
{\displaystyle M_{p2}={\frac {K_{p}r_{p}(1+r_{p})^{n_{1}}+M_{s}\left((1+r_{p})^{n_{1}}-1\right)}{(1+r_{p})^{n_{1}}-(1+r_{p})^{-n_{2}}}}} 
Exemple : soit un ménage dont la capacité d'emprunt (hors frais d'assurance et annexes) est limitée à environ 1 000 €. Ce ménage nécessite un financement de 120 000 € répartis en deux emprunts : un prêt aidé à 0 % de capital Ks=20 000 € sur n1 = 60 mois, de mensualité Ms= 333,33 €, et un prêt immobilier classique de taux annuel fixe nominal Tp=3,6 % soit un taux mensuel rp=0,30 %, d'un montant Kp= 100 000 €, sur n mois. 
Si les deux prêts ne sont pas lissés, avec la contrainte de limiter le total des deux mensualités à environ 1 000 €, le montant maximal pouvant être consacré au remboursement du prêt immobilier est donc de l'ordre de 670 €. D'après la formule liant capital et mensualité, il faudra allonger la durée du crédit immobilier à près de n=198 mois (soit 16 ans et demi, pour une mensualité de 670,55 €, soit une mensualité totale de 1003,88 € avec le prêt aidé) pour effectuer le financement, avec un coût total du crédit hors assurance de 32 768,75 € euros. 
En effectuant un lissage des deux crédits, impliquant deux phases de remboursement pour le prêt immobilier principal, il est possible en utilisant les formules précédentes d'obtenir une mensualité globale fixe sur toute la période, de l'ordre de 1012 €, en ramenant la durée totale du crédit principal à n=144 mois, soit 12 ans. Il vient Mp1= 679,41 € et Mp2= 1012,74 €, le coût total du crédit hors assurance est alors de 25 835,23 €. 
Cet exemple montre que le lissage de crédits permet de réduire de façon appréciable la durée de l'emprunt principal et donc son coût, pour un montant de financement égal et une mensualité globale quasi identique, par rapport à des crédits indépendants. Si la durée de remboursement est fixée et qu'il n'existe pas la limite de 1000 € alors le coût de la formule avec lissage est au contraire un peu plus élevé. En prenant comme exemple n=150 mois le coût du crédit serait de 27 054,30 € au lieu de 24 329,26 €.